# Bistum El Vigía-San Carlos del Zulia
Das Bistum El Vigía-San Carlos del Zulia (lat.: Dioecesis Vigilantis-Sancti Caroli Zuliensis) ist eine in Venezuela gelegene römisch-katholische Diözese mit Sitz in El Vigía.

## Geschichte
Das Bistum El Vigía-San Carlos del Zulia wurde am 7. Juli 1994 durch Papst Johannes Paul II. mit der Apostolischen Konstitution Sacrorum Antistites aus Gebietsabtretungen der Erzbistümer Maracaibo und Mérida sowie des Bistums Cabimas errichtet und dem Erzbistum Maracaibo als Suffraganbistum unterstellt.

## Bischöfe von El Vigía-San Carlos del Zulia
- William Enrique Delgado Silva, 1999–2005, dann Bischof von Cabimas
- José Luis Azuaje Ayala, 2006–2013
- Juan de Dios Peña Rojas, seit 2015